# Граф де Луна (1348)

Герб сеньоров и графов из дома де Луна

Граф де Лу́на — испанский дворянский титул. Он был создан 18 августа 1348 года королем Арагона Педро IV для своего фаворита Лопе де Луна (1315—1360), сеньора де Сегорбе и 9-го сеньора де Луна, по случаю победы в битве при Эпиле над сторонниками Арагонской унии.

## История
Название графского титула происходит от названия муниципалитета Луна (район Синько-Вильярс, провинция Сарагоса, автономное сообщество Арагон).
Первым графом де Луна стал в 1348 году Лопе де Луна (1315—1360), фаворит короля Арагона Педро IV. Ему наследовала его дочь от второго брака, Мария де Луна (1358—1406), которая в 1372 году была выдана замуж за Мартина, графа Бесалу и герцога Монблан (1356—1410), второго сына арагонского короля Педро IV и Элеоноры Сицилийской. С 1396 по 1410 год Мартин I был королем Арагона, Валеснии, Сардинии и Корсики, а с 1409 года — король Сицилии. После смерти Марии де Луны в 1406 году графство де Луна унаследовал их старший сын, Мартин Младший (1374/1375 — 1409), король Сицилии в 1390—1409 годах.
Последним (4-м) графом де Луна был Фадрике Арагонский (ок. 1400—1438), незаконнорожденный сын короля Сицилии Мартина Младшего от связи с сицилийской дворянкой Тарсией Риццани. В 1430 году король Арагона Альфонсо V конфисковал все титулы и владения Фадрике Арагонского, обвиненного в государственной измене.
В настоящее время существует титул графа де Луна, созданный королем Испании Филиппом II 18 августа 1598 года для Франсиско де Гурреа и Арагона, 6-го герцога де Вильяэрмоса (1551—1622), в обмен за его отказ от титула графа де Рибагорса.

## Графы де Луна
- Лопе де Луна (1315—1360), 9-й сеньор де Луна, 1-й граф де Луна, сын Арталя де Луны, 8-го сеньора де Луна (ум. 1323)
- Мария де Луна (1358—1406), 2-я графиня де Луна, дочь предыдущего, супруга Мартина I (1356—1410), короля Арагона, Валенсии, Мальорки, Сардинии и Корсики
- Мартин Младший (1374/1376 — 1409), 3-й граф де Луна, король Сицилии (1390—1409), старший сын Мартина I и Марии де Луны
- Фредерик Арагонский (ок. 1400—1438), последний (4-й) граф де Луна, незаконнорожденный сын Мартина и сицилийской дворянки Тарсии Риццани.

## Примечание
- 22 февраля 1462 года король Кастилии Энрике IV пожаловал титул графа де Луна своему фавориту Диего Фернандесу Вигилу и Киньонесу.